# なにわの海の時空館
なにわの海の時空館（なにわのうみのじくうかん、2000年7月14日開業 - 2013年3月10日閉館）は、大阪府大阪市住之江区南港咲洲地区にあった、大阪市立の博物館。船舶や海運、海洋をテーマとする海事博物館であった。
総工費は176億円。「大阪市の海の交流の歴史を伝えるため」として、磯村隆文市政がオープンした。しかし、開館より来場者が見込みの1/6程度にどとまる傾向が続いたことで毎年数億円の赤字を計上してきた。大阪維新の会以前の大阪市の箱物行政・放漫財政の代表例の一つとされる。毎年2億円から3億円の大赤字が続き、橋下徹市長の時代に施設の廃止が決まった。橋下徹市長が「負の遺産」と位置づけた市内の17のハコモノのうち、最後まで売却希望がつかなかった物件であり、閉鎖後は開業時代に比べれば年間コストは減ったものの、10年間で7000万円もの維持費を計上し大阪最後の負の遺産と呼ばれた。
2006年度（平成18年度）より指定管理者制度に移行し、大阪ガスビジネスクリエイト株式会社が管理運営を受託した。

## 概要
大阪港の南港エリア咲洲にあり、大阪湾に面した場所に位置する。大阪市市制100周年記念事業の一つとして建設、2000年（平成12年）に開館した。担当部局は大阪市港湾局。総工費は176億円。
建築は世界的に著名な建築家ポール・アンドリューの設計であり、4208枚のガラスを用いたユニークなジオデシック・ドームの建物。英国構造技術者協会から2002年（平成14年）に特別賞を受賞した。また、エントランス棟とドーム型の展示棟があり、両棟は海底トンネルで繋がっていた。
主な展示は「WORLD WINDOW水平線の彼方へ」、「WORLD WINDOWキャプテンとなって」、「柳原良平氏コレクション展示･アンクル船長ギャラリー」、「バーチャル解説員」。
初代館長は石浜紅子（2010年より、名誉館長）。石浜・初代館長は、施設の魅力について「ズバリ新しい概念の施設です。大阪港を中心にした歴史と世界、つまり「時空」を身近に体験トリップ（旅行）していただけます」と話した。
2010年（平成22年）、開館10周年を記念してリニューアルが実施された。

## 不人気から閉館へ
年間60万人の入場者が見越まれるとして作られた が、入場者は初年度の20万人が最高 で、2008年度（平成20年度）には入場者数が10万人を割り込んだ。2009年度（平成21年度）は10万人台に回復したものの、実体は入場者の6割以上を社会見学の小中学生等の無料入場者が占めていた。2011年度（平成23年度）には再び10万人を割り込んだ。
毎年の赤字は3億円以上にのぼった。
2010年度（平成22年度）の大阪市の事業仕分けで「不要（廃止）」と判定された。
2012年（平成24年）6月20日、大阪市は副市長会議で、2012年度末で廃止することを決定した。
同年10月11日、公益社団法人日本船舶海洋工学会が菱垣廻船『浪華丸』の保存を求める要望書を橋下徹・大阪市長（当時）宛てで大阪市に提出した。これに対して、橋下市長は同日の定例記者会見で「要望を出すなら、自分たちが何をするのか示してほしい。必要だと言うなら買ってくれたらいい。学術的な意味があるのかもしれないが、税金で存続させるべきものではない」と批判した。
2013年（平成25年）2月8日、大阪市は、閉館日を同年3月10日と発表した。
大阪市長（当時）の橋下徹は、施設を再利用する民間業者の公募が応募者ゼロのまま打ち切られたことを受けて、同年2月28日の定例記者会見において、「当時の市の責任だが、よくこんなものを作ったものだ」「誰も手をあげてくれないような、よくこんな建築物をつくったと思う。馬鹿げたことをやった」と酷評した。
2017年（平成29年）に施設をホテル、スパ、漫画博物館などに利用する案が出ていることが報じられたが、2020年（令和2年）の大阪市の行った募集では新型コロナウイルス感染症の流行の影響もあり応募はなかった。
2021年（令和3年）、大阪市は新型コロナウイルス感染症の収束状況を踏まえ再公募のタイミングを検討していることを公表した。
2023年（令和5年）、大阪市は施設の利活用の事業者の募集を行い、観光コンサルタント会社シンフォニックスリールが活用事業者として体験型ミュージアムに再整備し、2025年中の開業を目指すことが11月24日に公表された。
2024年（令和6年）3月頃にドーム内のサービス・コンテンツの概要、同年6月頃にドーム周辺の概要の公開が予定されていたが同年7月にシンフォニックスリールが保証金として必要な約1億3千万円を準備できず、2023年12月までに締結する予定だった契約ができない状態が続いていることと同社が負担するはずであった1～6月の電気、水道代などの施設管理費計約300万円を大阪市が肩代わりしていたことが報じられた。この保証金は2024年11月14日に支払いが行われ、同年12月にはシンフォニックスリールに引き渡された。
施設は閉館後使用されておらず電気、機械設備は老朽化が進んでおり、2023年に大阪市が提示した資料でも多くの設備が部品交換などの補修が必要であることが書かれている。また、閉館後10年間に亘って大阪市が負担した電気代などの維持費が7,000万円にも及ぶことが、2023年8月に判明している。
2025年4月10日、シンフォニックスリールにより「THE JEWELRY（ザ ジュエリー）」として一部開業。同年秋の全面開業を目指している。

## 施設

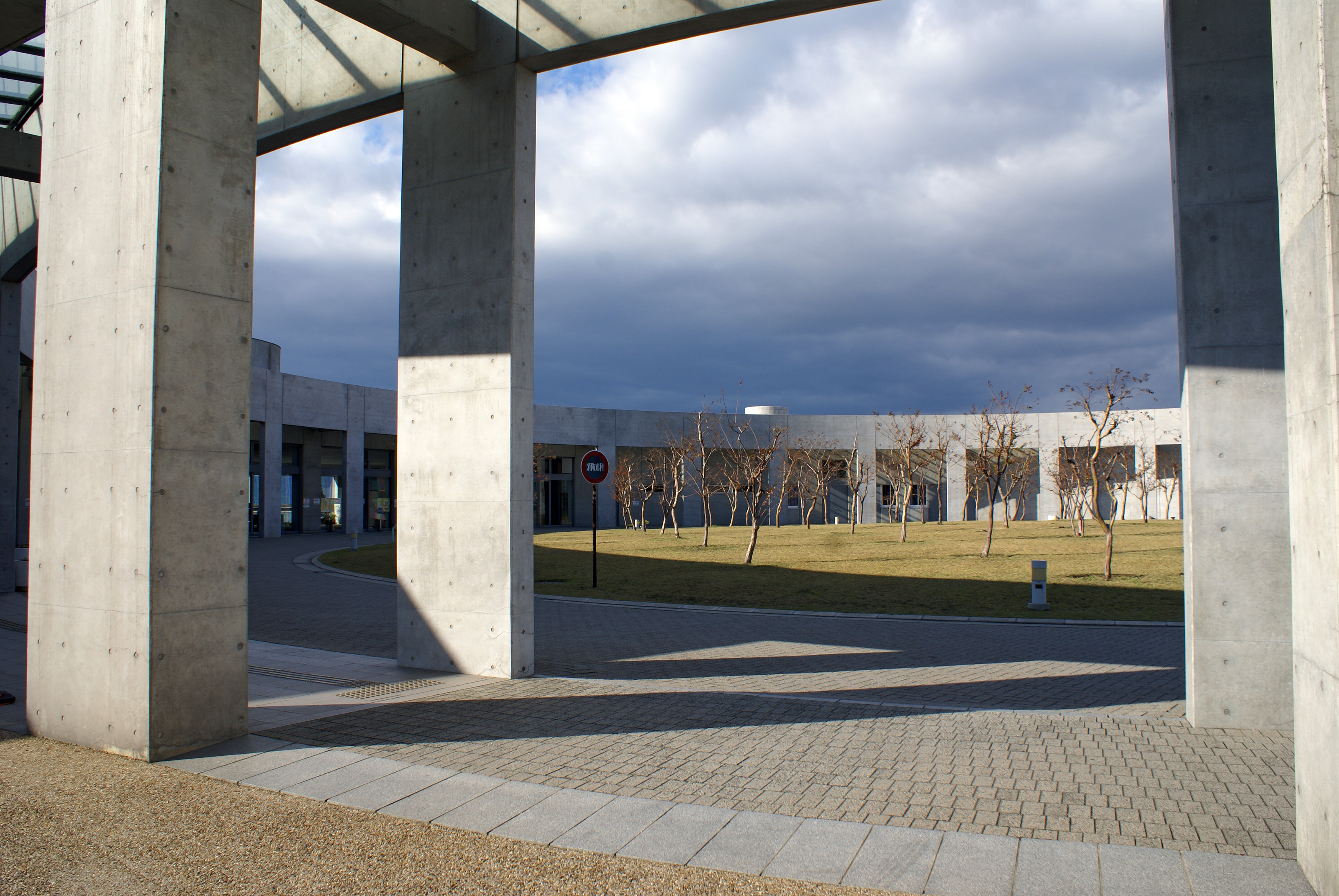
エントランス棟

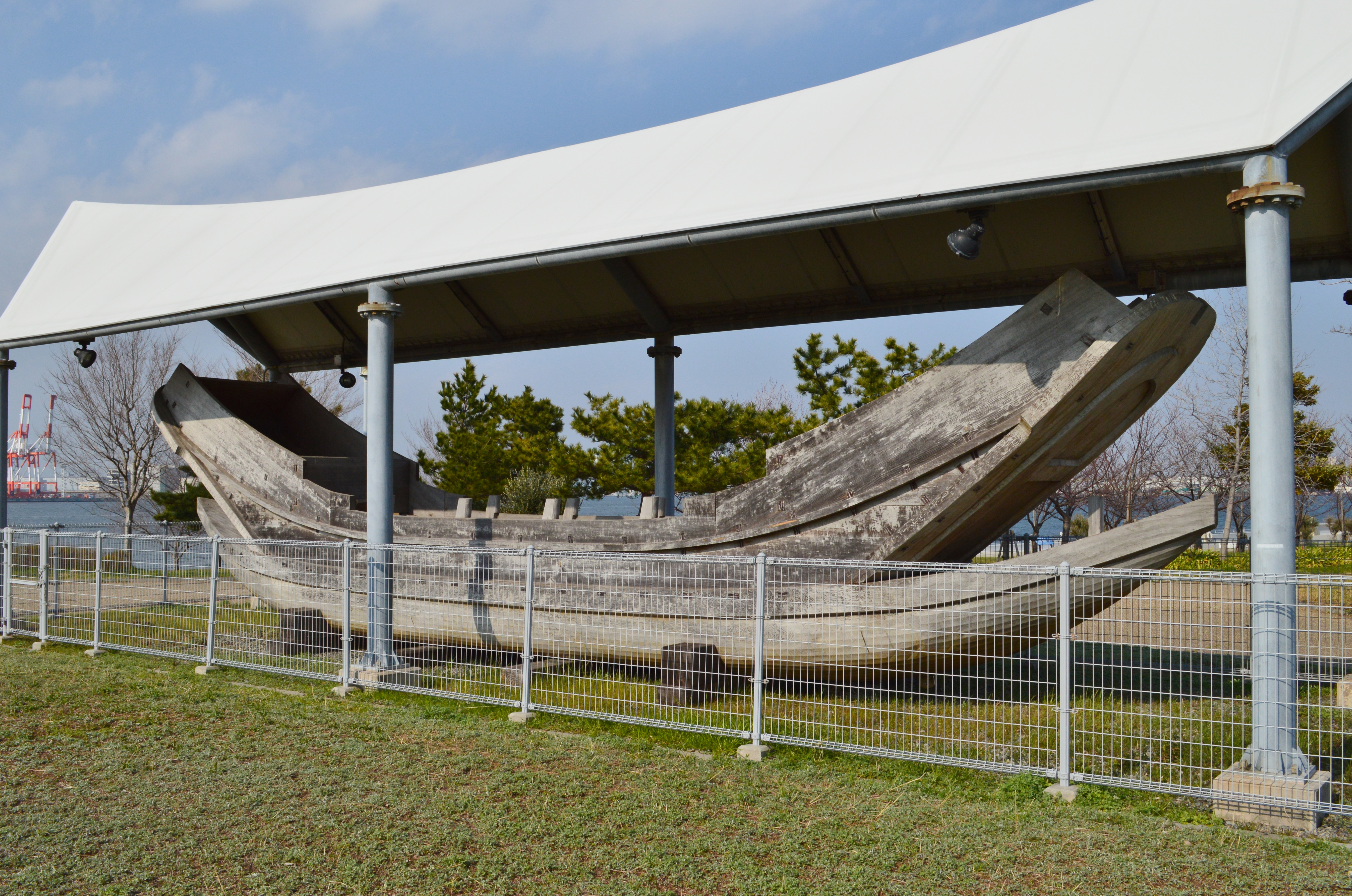
古代船「なみはや」

- 海の映像館（「SHIP-6000」と「世界港まち紀行」）[36]
- 海の冒険館（シミュレーター・シアター）[36]

2011年3月31日に運転終了。
- 菱垣廻船（ひがきかいせん）『浪華丸（なにわまる）』

全長 : 29.9m、幅 : 7.4m、帆柱の長さ : 27.5m、積載量 : 約150t。
約10億円をかけて復元された。
1999年7月29日 - 8月1日、大阪湾で帆走実験が行われた。風速9m/sで記録された最高速力（対水船速）は7ノット強（13 km/h強）であった。
建物の建設時に基礎の上に置いた状態でドームを作ったため屋外に出すことができず（この工法で建設したのは工期の短縮とドームの精度向上のためであった）時空館の閉館後も他の大型展示物とともに建物内部に残されており、大阪市は施設の売却条件をこれらの展示物を含めての引き渡しとしているが取扱いに制約を設けておらず購入事業者が撤去・処分することも可能となっている。浪速丸が館内に残されたままでは施設の活用法が大きく制限されるが、解体する場合の費用は約3500万円かかり、学術団体等が求めている船体の保存を搬出した上で、他所で行なう場合はガラスドームを一時的に一部解体するため時空館から運び出すだけで約5億5千万円（これに新保存地までの輸送費用が加わる）かかるとされている。
- 古代船『なみはや』

大阪市平野区の長原高廻り2号墳から出土した「船形埴輪」を元にして、原寸大の船として復元したもの。大阪市制100周年を記念して1989年に制作され、大阪港から韓国・釜山まで約700キロメートルの実験航海が行われた。2000年の当館開館とともに、そのエントランス前に展示された。屋外展示のため閉館後も見ることはできるが、メンテナンスはされていない。元となった埴輪が出土した平野区の団体が引き取りたいとしているが、移設には多額の費用がかかり、博物館跡を管理する大阪市港湾局は、その費用を負担するつもりはないとしている。なお、2025年3月現在、撤去されている。
- 江戸時代の大坂についての展示[45]
- 古代から未来への航海術や船についての展示[46]

## 所在地
- 〒559-0034 大阪府大阪市住之江区南港北2丁目5番20号

## 周辺情報
- アジア太平洋トレードセンター
- ATCオズ岸壁 : 帆船「あこがれ」専用岸壁
- 大阪府咲洲庁舎
- 大阪南港野鳥園
- 北港観光バス

## 交通
- 大阪メトロ中央線・ニュートラム南港ポートタウン線 コスモスクエア駅 徒歩7分
- ニュートラム南港ポートタウン線 トレードセンター前駅 徒歩7分
- コスモスクエア駅からコスモバスに乗車（土・日・祝日のみ運行）
- 阪神高速4号湾岸線 南港北出入口・南港南出入口
- 時空館専用駐車場 普通車のみ・500円/日

## ギャラリー

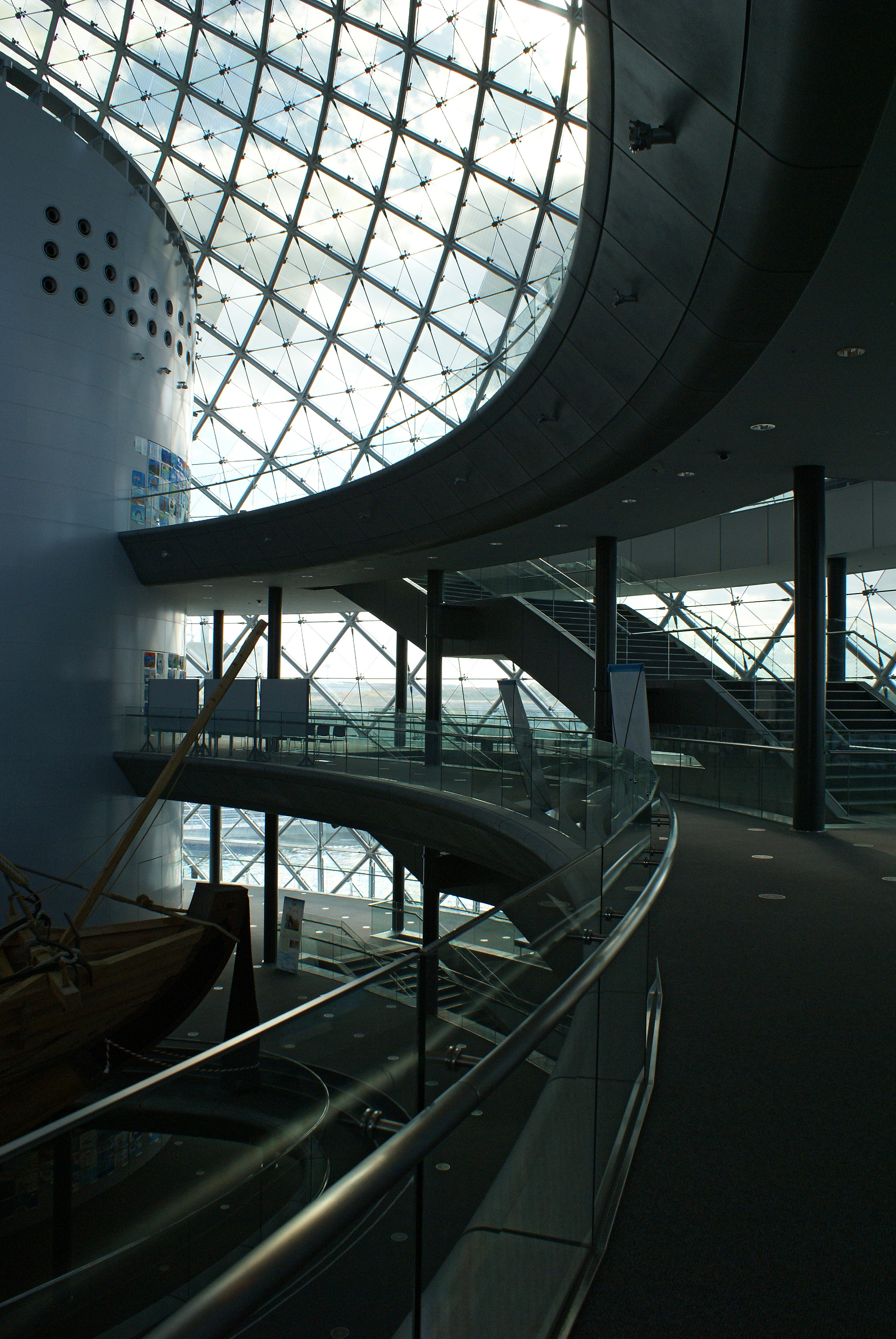
ドーム内通路
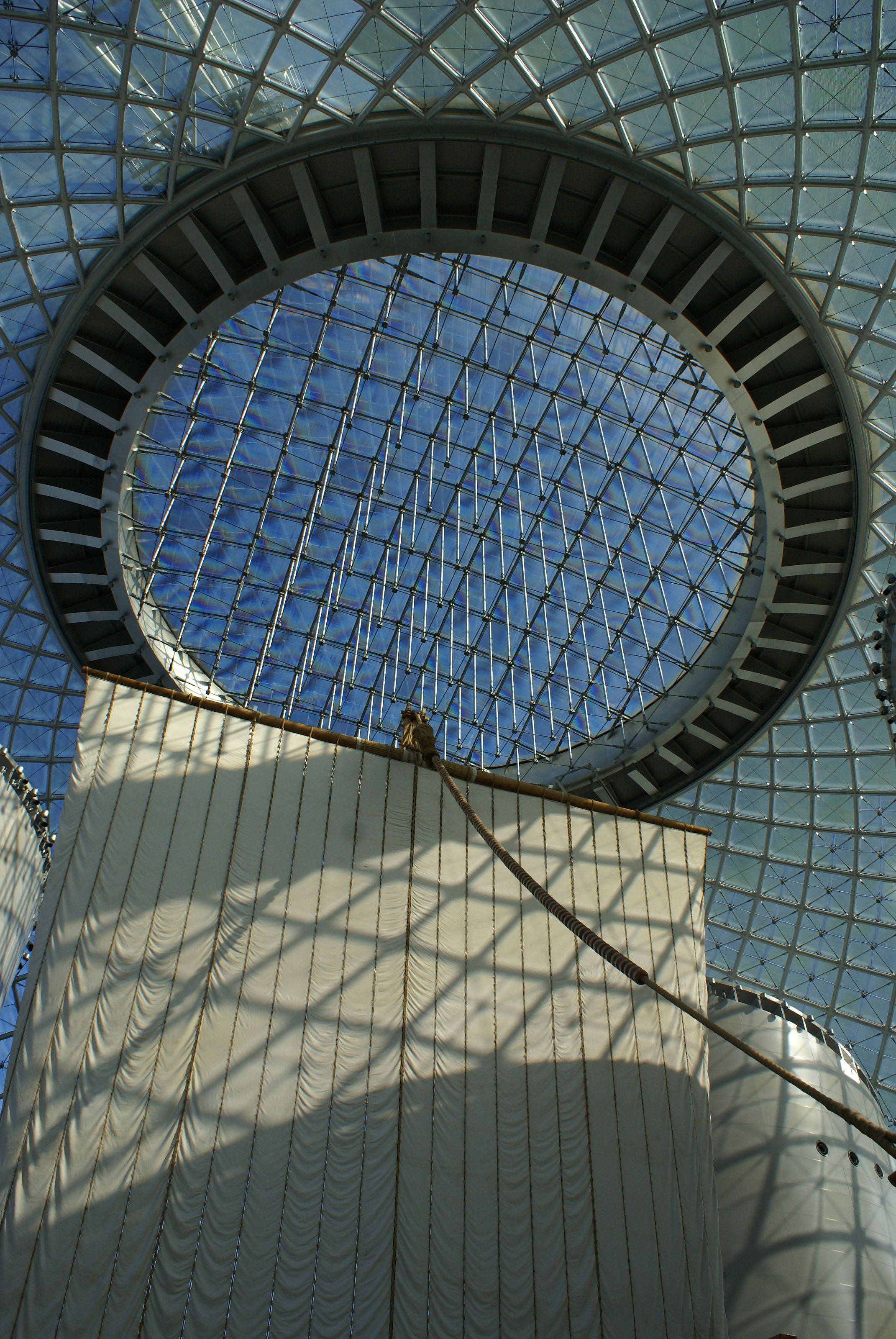
ドーム天井
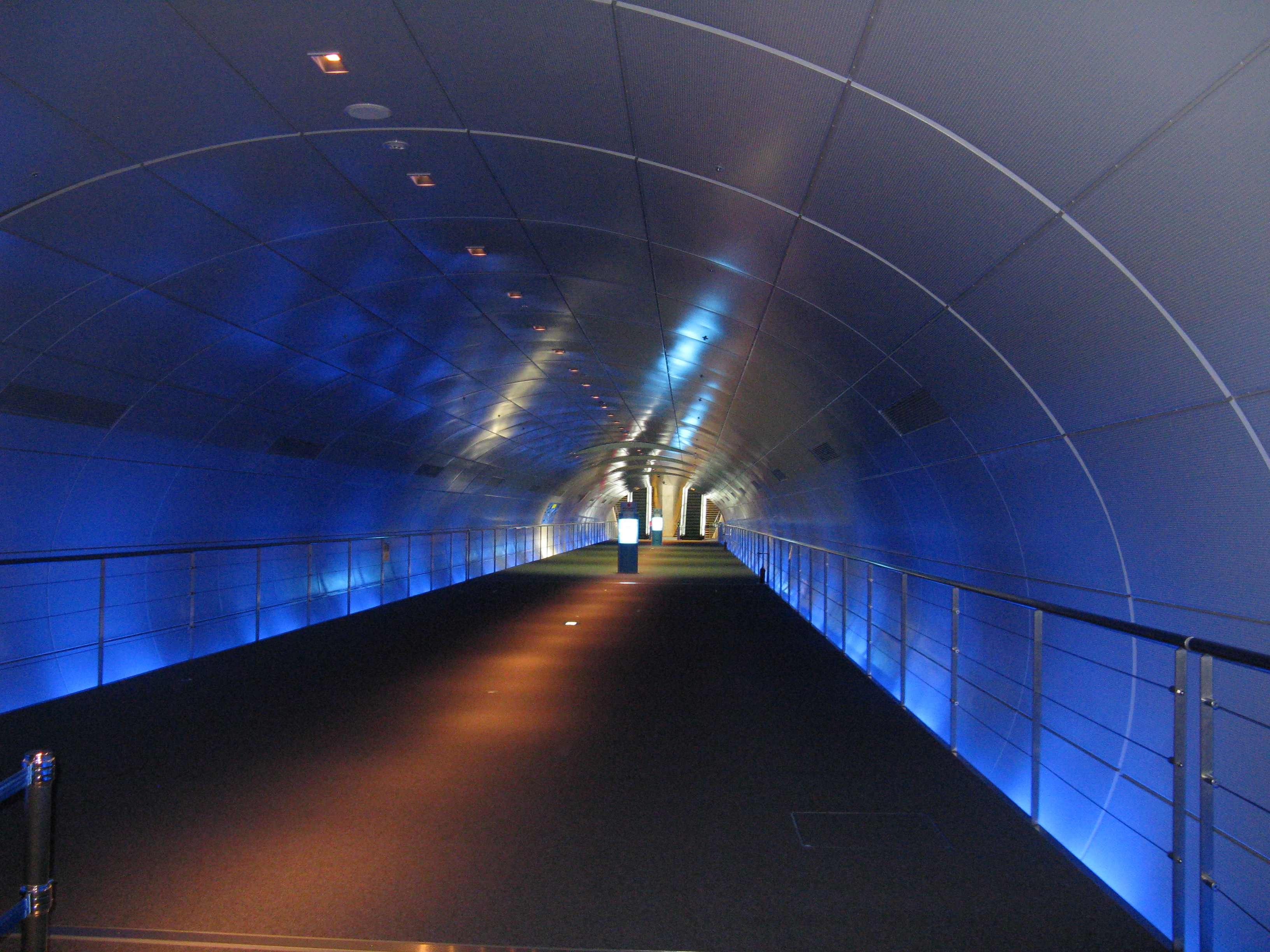
エントランス棟とドームをつなぐ海底トンネル